# 1. Klasse Dresden 1943/44
Die 1. Klasse Dresden 1943/44 war die elfte Spielzeit der nun 1. Klasse genannten Fußball-Bezirksklasse Dresden-Bautzen im Sportgau Sachsen. Sie diente als eine von vier zweitklassigen Bezirksklassen als Unterbau der Gauliga Sachsen. Die Meister dieser vier Spielklassen qualifizierten sich für eine Aufstiegsrunde, in der zwei Aufsteiger zur Gauliga Sachsen ausgespielt wurden.
Die 1. Klasse Dresden wurde in dieser Spielzeit erneut in zwei Staffeln zu je acht teilnehmenden Mannschaften im Rundenturnier mit Hin- und Rückspiel ausgetragen. Die beiden Staffelsieger trafen dann in zwei Finalspielen um die Bezirksmeisterschaft aufeinander. Die Saison begann am 11. September 1943 und endete mit dem Rückspiel des Finales der Bezirksmeisterschaft am 30. Januar 1944. Als Bezirksmeister setzten sich die Sportfreunde Dresden im Finale über die KSG SpVgg/Südwest Dresden durch und qualifizierte sich somit für die Aufstiegsrunde zur Gauklasse Sachsen 1944/45. In dieser zogen sich die Dresdner jedoch nach vier ausgetragenen Spielen zurück. Kriegsbedingt wurde später entschieden, die nächstjährige Gauklasse nicht mehr eingleisig, sondern ebenfalls in regionalen Gruppen, auszuspielen. Dadurch gelang sieben Vereinen der Aufstieg in die Erstklassigkeit zur kommenden Spielzeit. Die 2. Klassen wurden aufgelöst, daher gab es keine Absteiger.

## Abteilung A
Kreuztabelle
Die Kreuztabelle stellt die Ergebnisse aller überlieferten Spiele dieser Saison dar. Die Heimmannschaft ist in der linken Spalte, die Gastmannschaft in der oberen Zeile aufgelistet.
| 1943/44                | SPF | REI | Guts Muts Dresden | GRU | HEI    | GRO | MEI   | RAD    |
| ---------------------- | --- | --- | ----------------- | --- | ------ | --- | ----- | ------ |
| Sportfreunde Dresden   |     | 3:2 | 3:0               | 2:2 | 2:2    | 4:2 | 4:2   | 7:1    |
| VfL Reichsbahn Dresden | 1:1 |     | 3:1               | 2:2 | 5:2    | 3:1 | 4:0   | 2:0    |
| Guts Muts Dresden      | 2:2 | 6:1 |                   | 2:4 | 0:0    | 1:3 | 7:1   | 8:0    |
| TV Gruna               | 2:0 | 0:2 | 2:4               |     | +0:0 a | 1:6 | 1:1   | 6:0    |
| SC Heidenau            | 1:3 | 2:3 | 2:3               | 2:5 |        | 2:0 | 3:2   | 6:0    |
| SpVgg Großenhain 1897  | 2:2 | 3:5 | 1:5               | 2:0 | 3:5    |     | 3:0   | +0:0 b |
| Meißner SV 08          | 2:5 | 3:1 | 3:4               | 3:0 | 1:3    | 3:0 |       | 7:2    |
| VfB Radeberg           | 1:6 | 1:4 | 1:6               | 0:3 | 2:9    | 2:3 | 2:3 c |        |

Abschlusstabelle
| Pl. | Verein                 | Sp. | S | U | N  | Tore    | Quote | Punkte |
| --- | ---------------------- | --- | - | - | -- | ------- | ----- | ------ |
| 1.  | Sportfreunde Dresden   | 14  | 8 | 5 | 1  | 044:220 | 2,00  | 21:70  |
| 2.  | VfL Reichsbahn Dresden | 14  | 9 | 2 | 3  | 038:250 | 1,52  | 20:80  |
| 3.  | Guts Muts Dresden      | 14  | 8 | 2 | 4  | 049:260 | 1,88  | 18:10  |
| 4.  | TV Gruna (N)           | 14  | 6 | 3 | 5  | 028:260 | 1,08  | 15:13  |
| 5.  | SC Heidenau            | 14  | 6 | 2 | 6  | 039:290 | 1,34  | 14:14  |
| 6.  | SpVgg Großenhain 1897  | 14  | 6 | 1 | 7  | 029:330 | 0,88  | 13:15  |
| 7.  | Meißner SV 08          | 14  | 5 | 1 | 8  | 031:390 | 0,79  | 11:17  |
| 8.  | VfB Radeberg 1907 (N)  | 14  | 0 | 0 | 14 | 012:700 | 0,17  | 0:28   |

| (N) | Aufsteiger aus den 2. Klassen |

## Abteilung B
Kreuztabelle
Die Kreuztabelle stellt die Ergebnisse aller überlieferten Spiele dieser Saison dar. Die Heimmannschaft ist in der linken Spalte, die Gastmannschaft in der oberen Zeile aufgelistet.
| 1943/44                   | SPV   | F04   | 03D | LEU | GRÖ  | NIE    | Dresdensia Dresden | WEI      |
| ------------------------- | ----- | ----- | --- | --- | ---- | ------ | ------------------ | -------- |
| KSG SpVgg/Südwest Dresden |       | 3:1   | 2:1 | 2:2 | 5:2  | 8:1    | 8:2                |          |
| SC Freital 04             | 4:1   |       | 4:1 | 5:0 | 10:2 | 0:1    | 6:1                |          |
| VfB 03 Dresden            | 1:4   | 4:2   |     | 1:3 | 3:1  | +0:0 d | 6:2                | (+0:0 e) |
| SC Wacker Leuben          | 1:2   | 6:0   | 2:4 |     | 2:1  | 6:2    | 3:2                | (5:0)    |
| TSV Gröditz               | 2:2   | 3:3   | 2:2 | 5:1 |      | f      | 5:1                | (+0:0 e) |
| SV Niedersedlitz 1927     | 1:3   | 1:10  | 4:6 | 2:2 | 4:3  |        | +0:0 g             | (+0:0 e) |
| Dresdensia Dresden        | 2:3   | 2:3   | 0:4 | 2:6 | 7:1  | 8:4    |                    |          |
| VfB Weixdorf              | (2:7) | (1:7) |     |     |      |        | (3:4)              |          |

Abschlusstabelle
| Pl. | Verein                    | Sp. | S | U | N  | Tore    | Quote | Punkte |
| --- | ------------------------- | --- | - | - | -- | ------- | ----- | ------ |
| 1.  | KSG SpVgg/Südwest Dresden | 12  | 9 | 2 | 1  | 043:200 | 2,15  | 20:40  |
| 2.  | SC Freital 04             | 12  | 7 | 1 | 4  | 048:250 | 1,92  | 15:90  |
| 3.  | VfB 03 Dresden            | 12  | 7 | 1 | 4  | 033:260 | 1,27  | 15:90  |
| 4.  | SC Wacker Leuben          | 12  | 6 | 2 | 4  | 034:280 | 1,21  | 14:10  |
| 5.  | TSV Gröditz               | 11  | 2 | 3 | 6  | 027:400 | 0,68  | 07:15  |
| 6.  | SV Niedersedlitz 1927     | 11  | 3 | 1 | 7  | 020:460 | 0,43  | 07:15  |
| 7.  | Dresdensia Dresden (N)    | 12  | 2 | 0 | 10 | 029:490 | 0,59  | 04:20  |
| 8.  | VfB Weixdorf h            | 0   | 0 | 0 | 0  | 000:000 | 1,00  | 0:0    |

| (N) | Aufsteiger aus den 2. Klassen |

## Finale Bezirksmeisterschaft
| Datum           |                           | Ergebnis  |                           |
| --------------- | ------------------------- | --------- | ------------------------- |
| 23. Januar 1944 | KSG SpVgg/Südwest Dresden | 1:3 (1:0) | Sportfreunde Dresden      |
| 30. Januar 1944 | Sportfreunde Dresden      | 0:1 (0:1) | KSG SpVgg/Südwest Dresden |
| Gesamt:         | KSG SpVgg/Südwest Dresden | 2:3       | Sportfreunde Dresden      |